# Pablo García (wielrenner)
Pablo García Francés (Majadahonda, 16 januari 2001) is een Spaans wielrenner.

## Carrière
Als eerstejaars belofte werd García tweede op het nationale kampioenschap op de weg voor beloften, achter Igor Arrieta. Later dat jaar reed hij tijdens een stageperiode bij Caja Rural-Seguros RGA een drietal Italiaanse eendagskoersen. Een jaar later, in 2022, werd tweede in het nationale beloftenkampioenschap tijdrijden, achter Pablo Castrillo. Halverwege het seizoen 2023 maakte hij de overstap van de opleidingsploeg van Caja Rural naar het Angolese BAI-Sicasal-Petro de Luanda. Namens die ploeg reed hij in augustus de Ronde van Portugal, waar een zeventiende plek in de slottijdrit zijn beste klassering was.
In 2025 werd García prof bij Team Polti VisitMalta, dat hem na één seizoen overhevelde vanuit hun opleidingsploeg. Zijn debuut voor de ploeg maakte hij eind januari in de Clàssica Camp de Morvedre, waar hij op plek 87 eindigde.

## Ploegen
- 2021 –  Caja Rural-Seguros RGA (stagiair vanaf 1 augustus)
- 2023 –  BAI-Sicasal-Petro de Luanda (vanaf 24 juli)
- 2025 –  Team Polti VisitMalta